# Grato (cônsul em 280)
Grato, possivelmente chamado Caio Vécio Grato (em latim: Gaius Vettius Gratus; fl. século III), foi um senador romano do século III, ativo durante o reinado do imperador Probo (r. 276–282). Grato talvez foi filho de Vécio Grato, um dos cônsules em 250. Grato em si foi nomeado cônsul posterior junto com Lúcio Valério Messala em 280.